# Gladiolus calcicola
Gladiolus calcicola är en irisväxtart som beskrevs av Peter Goldblatt. Gladiolus calcicola ingår i släktet sabelliljor, och familjen irisväxter. Inga underarter finns listade i Catalogue of Life.